# 原馬來人
原馬來人，是指公元前2500-1500年之間從亞洲大陸遷移到馬來半島和馬來群島的南島民族，亦為現代馬來人和印度尼西亞人的祖先。
原馬來人被認為有淵博的航海知識和擁有先進的捕撈以及基本的農業技能，他們在新西蘭和馬達加斯加之間遷移，而且他們擔任領航員，船員和勞工，和印度、阿拉伯、波斯和中國的商人貿易近2000年。他們在不同的地方定居，並採納了各種文化和宗教，並與當地原住民如塞芒人接觸。
一般認為南島民族有兩次遷入馬來半島，原馬來人屬第一波，另一波更晚來到，並融合成現代的馬來人。